# نجمة الحظيرة
نجمة الحظيرة أو بارنستار (بالإنجليزية: Barnstar)‏ يطلق عليها أيضا النجمة البدائية أو نجم بنسلفانيا هو مجسم أو رسم، يكون غالبًا على شكل نجمة خماسية، ولكن أحيانًا على شكل عجلة عرب دائرية، تُستخدم لتزيين الحظيرة في بعض المناطق من الولايات المتحدة. ليس لها أي غرض هيكلي ولكن يمكن اعتبارها رمز حظ، مثل حدوة حصان مثبتة فوق مدخل. وهي شائعة بشكل خاص في ولاية بنسيلفانيا وتكثر في المجتمعات الزراعية الألمانية الأمريكية. تتنشر أيضًا في كندا، ولا سيما في مقاطعة أونتاريو.

## تاريخ
كان من المفترض أن يمثل نجم الحظيرة علامة لمبنى في مرحلة الإنشاء ولكنه أصبح أكثر استخدامًا للأغراض جمالية وأضيف إلى المباني بعد اكتمال البناء. قام المعجبون بهذا المجسم بتتبع عدد من نجوم الحظائر الخشبية على واجهات مجموعة من المباني الخاصة في منطقة بنسلفانيا، حيث يمكن رؤية العديد منها.
تم استخدام نجم الحظيرة في الولايات المتحدة خلال القرن الثامن عشر وحتى أواخر عام 1870 في ولاية بنسلفانيا، حيث زادت شعبيته بشكل خاص بعد الحرب الأهلية. وإن كان استخدامه المنتظم يسبق ذلك بكثير، ومع ذلك، كانت النجوم شائعة في المباني الكبيرة، وخاصة المصانع، في ريتشموند بولاية فيرجينيا قبل الحرب.
يعتبر نجم الحظيرة حاليا شكلًا زخارفياً شائعًا، وتُزين المنازل الحديثة أحيانًا بنجوم بسيطة معدنية خماسية الرؤوس يصفها صانعوها بـ "نجوم الحظيرة". غالبًا ما تكون بحالة سيئة أو صدئة عمدًا، في إشارة إلى الزخرفة التقليدية.

## أشكال أخرى على شكل نجمة
في المباني القديمة في منطقة ألمان بنسلفانيا بالولايات المتحدة، يمكن العثور أيضا على زخارف شبيهة بالنجوم مغطاة بطلاء، بدلاً من الهيكل الخشبي أو المعدني، والمعروفة باسم اللافتات السداسية فضلا عن نجوم الحظيرة حيث يحملون بصريًا تشابهًا عابرًا فقط، ولكن غالبًا ما يتم الخلط بين الاثنين. تتضمن بعض العلامات السداسية أشكالًا للنجوم، بينما قد يتخذ البعض الآخر شكل وردة أو يحتوي على صور لطيور وحيوانات أخرى.

بين القرنين الثامن عشر والتاسع عشر تم إطلاق مصطلح "نجم الحظيرة" على لوحة المرساة التي تكون على شكل نجم والتي كانت ولاتزال تُستخدم للتعزيز الهيكل، لا سيما في المباني في طور الإنشاء. وتكون مصنوعة من الحديد المصهور وتستخدم كلوحات تثبيت تعمل كحلقة لقضبان الربط. تعمل مجموعة المرساة والقضيب واللوحة على تقوية جدار البناء ضد الإمالة أو الانحناء الجانبي.

نجوم الحظيرة
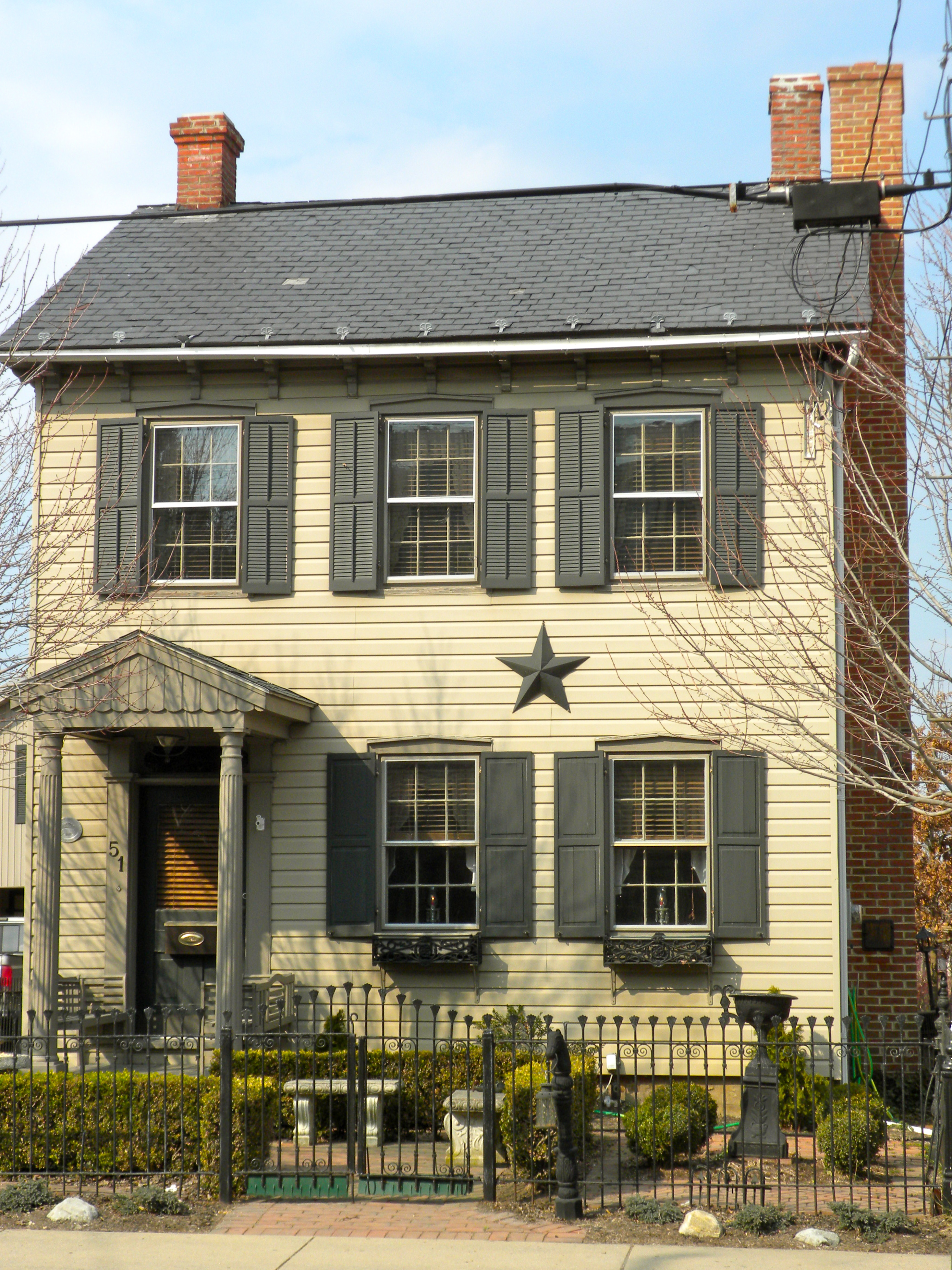
منزل مع نجمة الحظيرة في ستراسبورغ، بنسلفانيا
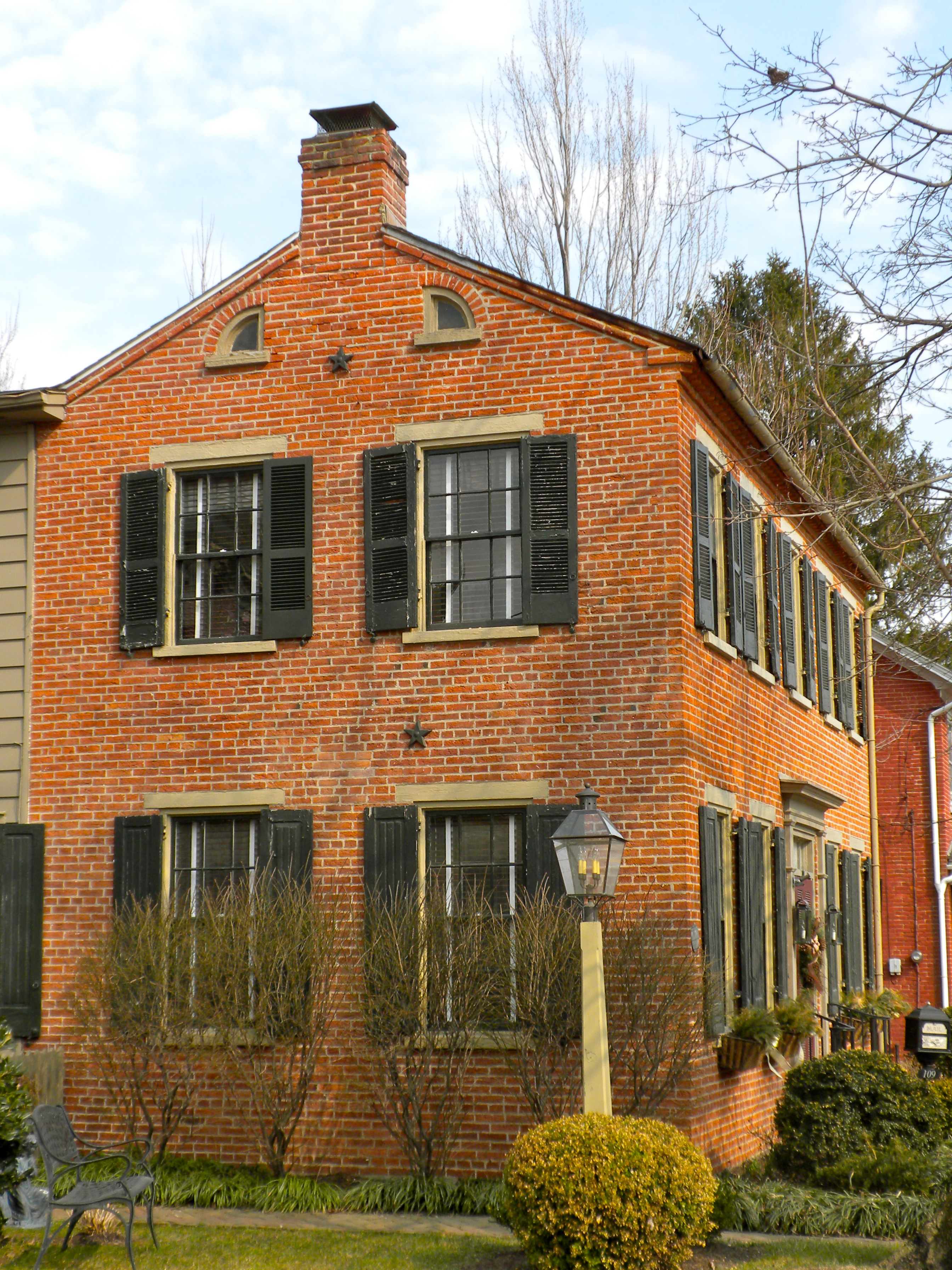
منزل مع لوحات مرساة نجمية
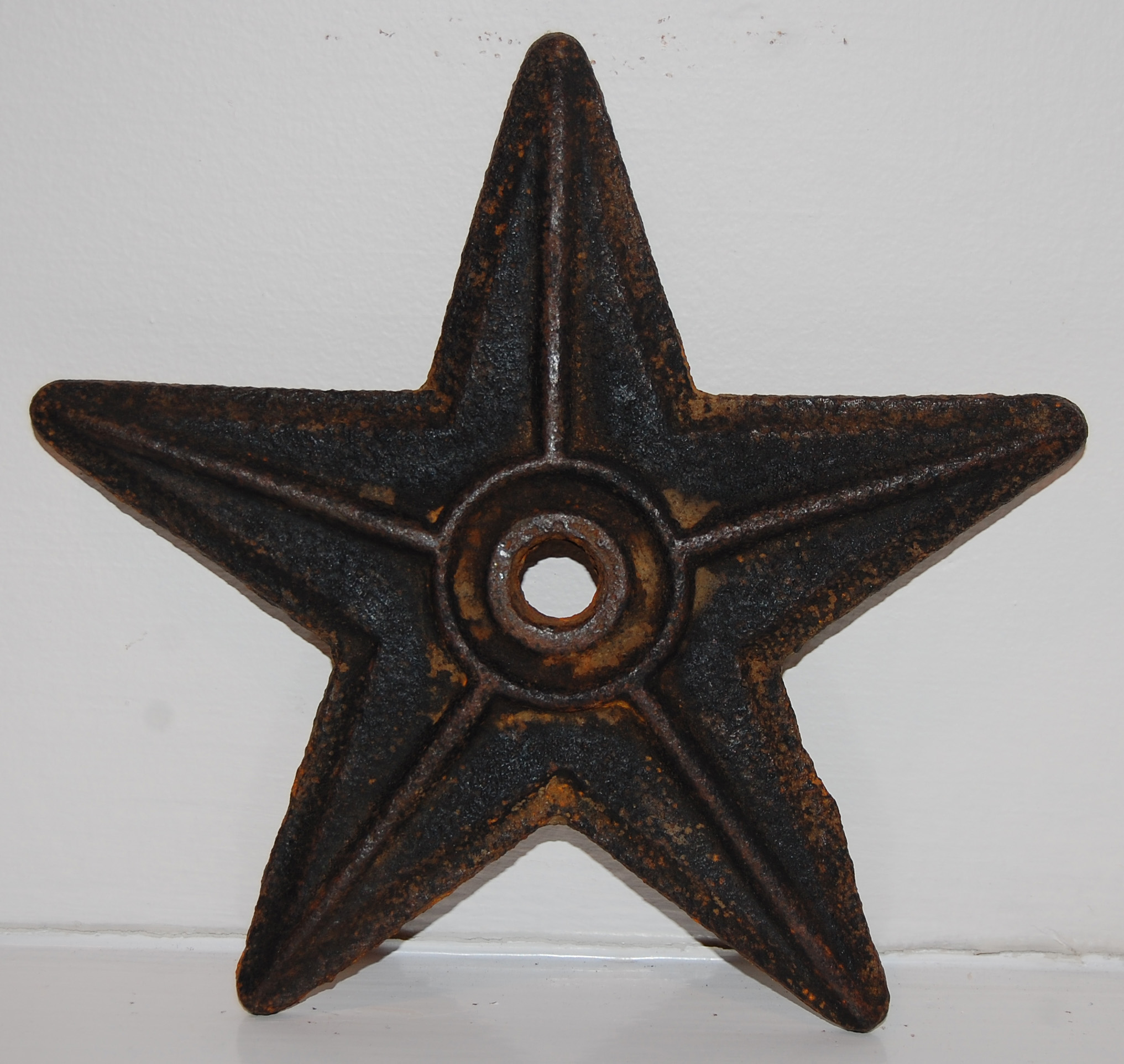
لوحة مرساة "نجمة الحظيرة"

## على شبكة الإنترنت
تمنح بعض المجتمعات المستندة إلى ويكي مستخدميها جائزة تسمى أوسمة أو "نجوم الحظيرة" كاستمرار لمفهوم بناء الحظيرة [الإنجليزية]. نشأت هذه الممارسة على موقع ميتبالويكي واعتمدتها ويكيبيديا في عام 2003. الصورة التي يتم استخدامها بشكل متكرر لهذا الغرض هي في الواقع صورة لإحدى لوحات التثبيت الهيكلية، وليست لنجم حظيرة مناسب.

## وصلات خارجية
- نجوم حظائر ولاية بنسلفينيا